# 尾叶耳蕨
尾叶耳蕨（学名：Polystichum thomsonii）为鳞毛蕨科耳蕨属下的一个种。

## 扩展阅读
維基物種上的相關：尾叶耳蕨